# Paczolay család

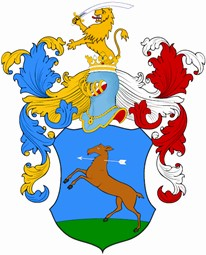
Címer rekonstrukció - Paczolay család 16–17. század - Siebmacher: Wappenbuch / Der Adel von Ungarn / Paczolay.

A Paczolay család Nyitra vármegyéből származó nemesi család, amely eredetileg Pacola (szlovákul Obsolovce) helységtől vette nevét.

## A család története

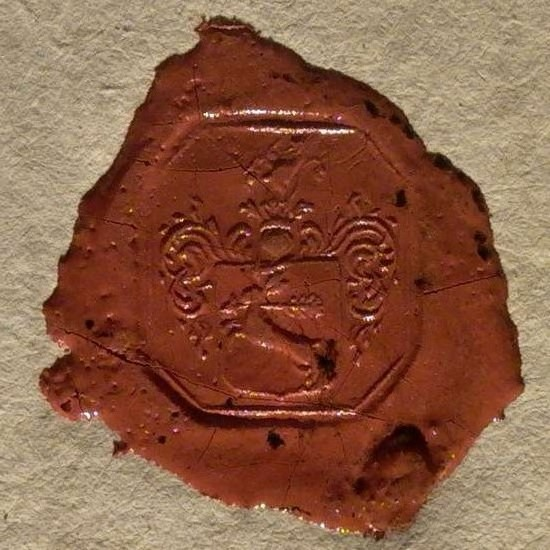
A Paczolay család pecsétje

Az egyik első ismert említése a családnak egy 1290. évi, ép és gyanútól mentes nyílt oklevél valamint a a zobori konvent 1394. október 24-i jegyzőkönyve. 1462-ben Hontmaróton volt birtokos a család. 1482-ben ZenthIwan-i Kothon János a Nógrád megyei ZenthIwan possessióban fél birtokrészt és nemesi kúriáját életfogytiglan Pazala-i Gergelynek és feleségének Zsófiának adta. Már az 1549-es Nyitra vármegyei nemesi összeírásban feljegyzésre kerültek. Tagjai szerepet kaptak különböző vármegyék tisztikarában, igazságszolgáltatásában és közigazgatásában. Több királyi ember, szolgabíró, katona, teológus, jogász, egyetemi tanár, parlamenti képviselő és nagykövet található soraik között. Az évszázadok során – török háborúk befejeztével a hódoltság megszűnte után – átszármaztak Nógrád, Somogy, Tolna és Pest vármegyékbe. Az 1677-es nemesi összeírásban is, majd az 1754/55. évi országos nemesi összeíráskor Nyitra vármegyében György és Balázs, Nógrád vármegyében György, János, Sándor, Antal és Pál, Csongrád vármegyében György szerepeltek. A törzsökös és kihirdetett nemes családok között szerepeltek Somogy vármegyében - 1825–1843, *1816, 1833; Nógrád vármegyében 1732, 1734, 1770–1771; Pest vármegyében 1762-ben; Tolna vármegyében 1816-ban. Báró kesselekői Majthényi László bárói rangja és címere 1883. október 16-án átruháztatott Paczolay Antalra.
A Paczolay család tagjai királyi nemesek voltak, azonban a család egy ága (János) 1699-ben Nemespannon a Közép- és az Alsó Osztályban kapott Kollonich Lipót érsektől új adományként birtokadományt, ez pedig az egyházi nemességet is jelentette egyben.
"...hűségét és hű szolgálatait, melyeket ők maguk és felmenőik Nekünk és Esztergomi Egyházunknak az egykori érseki bandériumokban katonaként fegyveres kézzel tettek..."
A Verebélyi és szentgyörgyi érseki szék tagjainak kötelességük volt az országért és a királyért fegyverrel harcolni az esztergomi érsek ( nemesi felkelés alkalmával azon zászlaja alatt is) vezetésével. Az adományosok azonban nemespanni birtokrészüket elcserélték mártonfalvi birtokrészekre a Pallya családdal, akikhez eredetileg feleségeik révén kerültek a mártonfalvi Bacskády birtokrészek. A Paczolay család ezen adomány előtt, már az 1677-es nemesi összeírásba feljegyzésre került  a királyi nemesek által lakott Martonfalván (Paczolay János és Szeghő Zsigmond - Rudnyánszky-családdal rokon - Nyitra megyei szolgabíró felesége Paczolay Bora).
A család tagjai részt vettek a török- és a Napóleoni háborúkban, a Rákóczi-féle, és az 1848-as szabadságharcban valamint az első- és második világháborúban.
Több birtokadományt szereztek az évszázadok során. Jelentősebb adományok: 
- 1549 Pacola – Paczolay család.
- 1552-ben a Paczolay család részbirtokos volt Vecserd, Rovás, Gezse, Kis-Enyed és Martontelke falvakban
- 1569-ben II. Miksa Kakasfalvát adományozza Paczolay Istvánnak

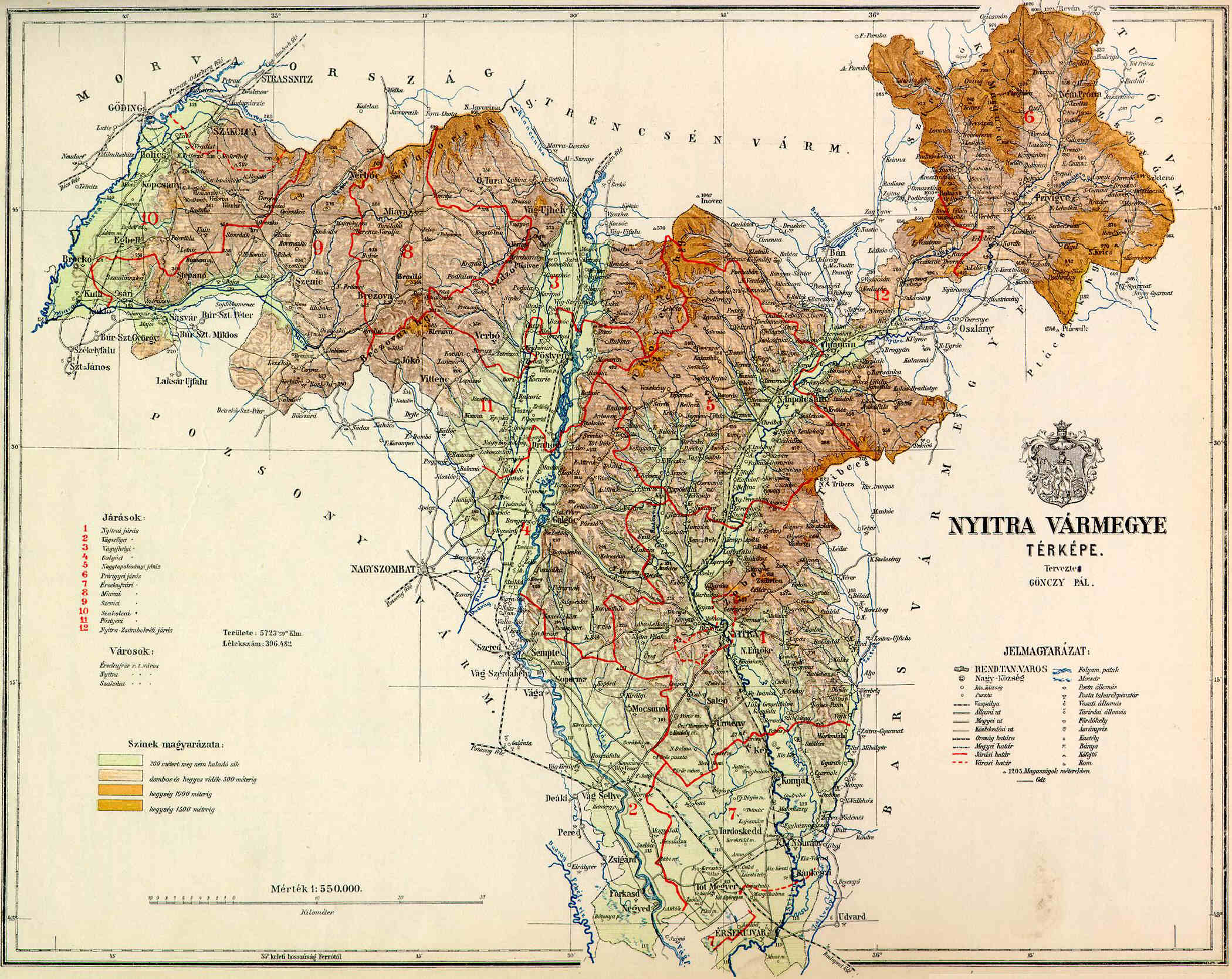
Nyitra vármegye - Domborzati térkép (1887)

- Nyitra vármegye - Domborzati térkép (1887)Szentbenedeki Paczolay István pohárnok, Bethlen Gábortól kapja birtokadományként a következő településeket: 1613 Marosújvár (Fehér vármegye) 1614. Birtokadomány, Mihályfalva (Fehér vármegye) 1617. Birtokadomány: Hidegviz; Stina; Veszöd .
- 1658-ban I. Lipót Bécsben, birtokot (Alsóvéghpaczolay) ruház át Paczolay Zsigmond részére.Pacola (Patzola) Első Katonai Felmérés (1763-1787).Nyitra 1690 körül

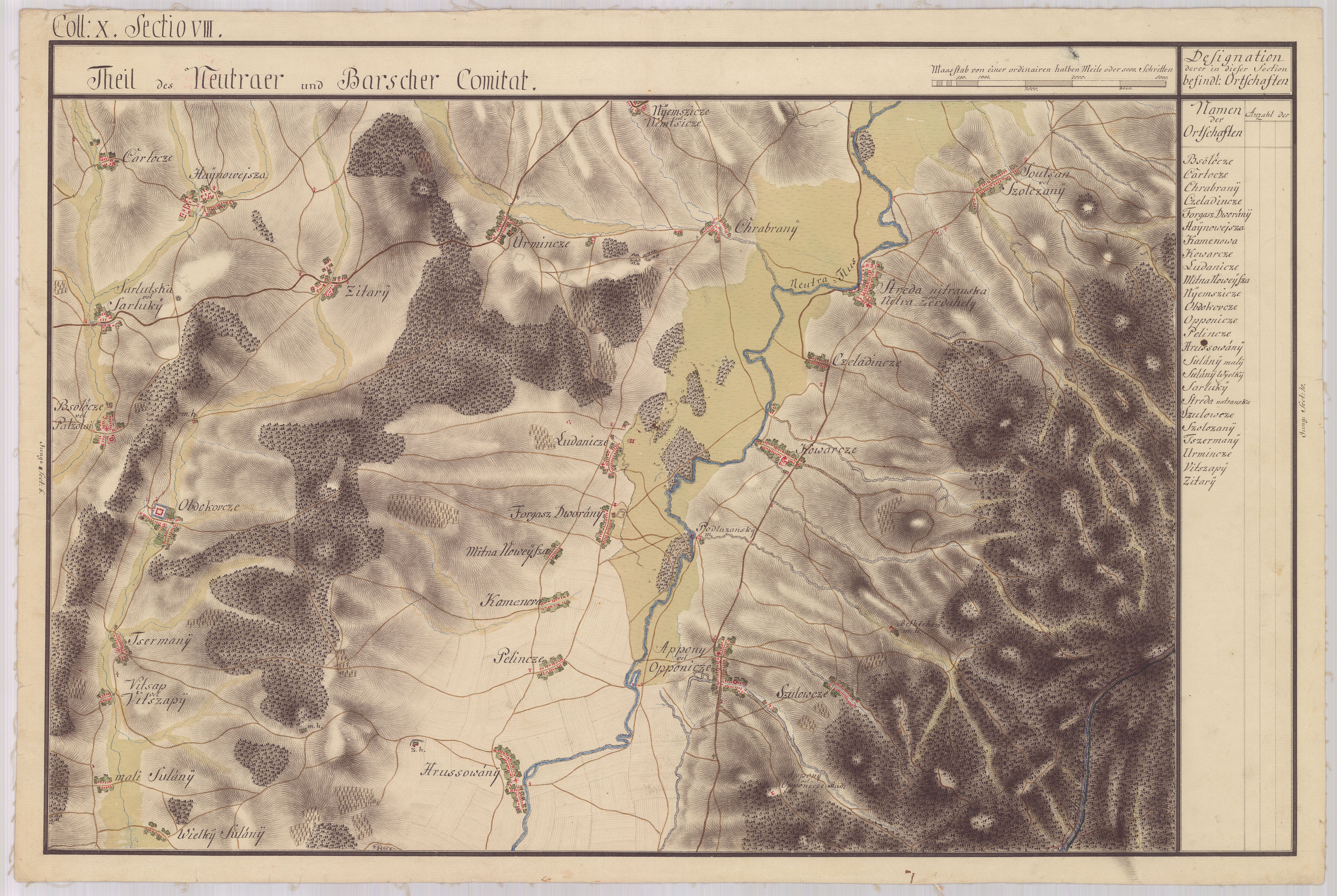
Pacola (Patzola) Első Katonai Felmérés (1763-1787).

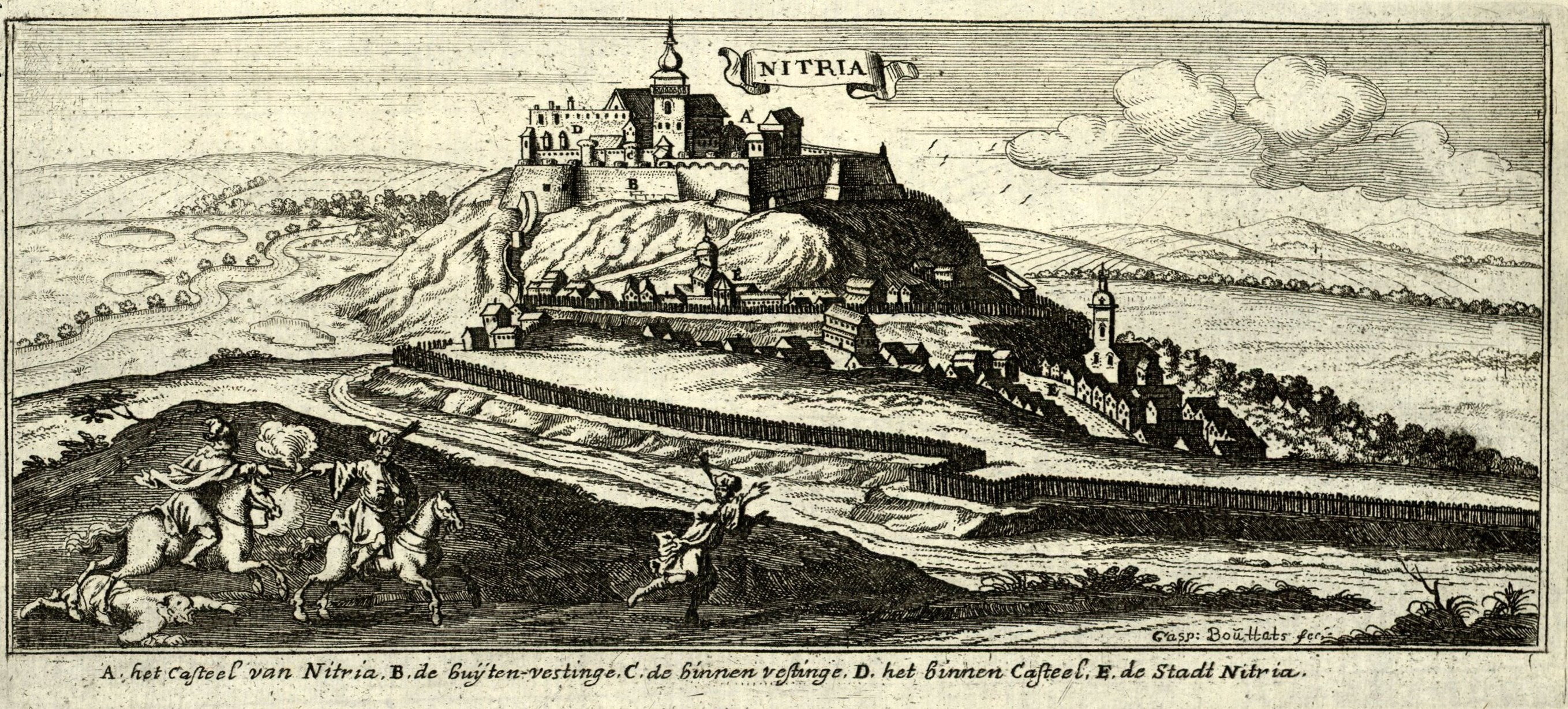
Nyitra 1690 körül

- 1660-ban Nógrádban Szügyön és Megyeren Paczolay György szerez birtokokat.
- 1669-ben a Paczolay testvérek Loczon, Bereghszeghen, Szeniczén
- 1677 Paczolay Janos[22] Mártonfalva (királyi nemesek által lakott település)[23]
- 1699-ben az oszmánok/törökök ellen vívott háborúban való részvételük okán a családot feljegyzik a verebélyi és szentgyörgyi érseki szék irataiban, majd Kollonich Lipót érseksége alatt birtokadományt (nova donatio)[24] kapnak Nemespannon

A egyházzal való közvetlen kapcsolatra a 16. században következő esetek utalnak (leszámítva azokat az eseteket amikor királyi emberként az egyházi élöljárókat támogatják):

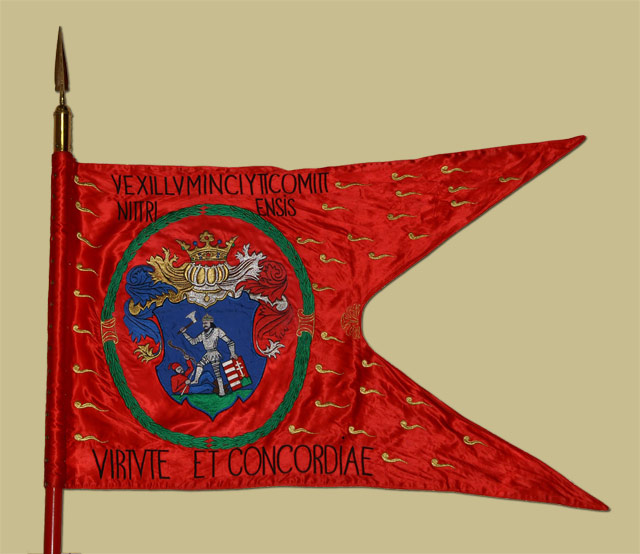
Nyitra vármegyei nemesi felkelők zászlaja 1660-ból - "Magyar nemzeti jelképek - A magyar történelmi zászlósor"

- 1526 A nyitrai káptalan előtt Paczolay Jakab eltiltja Paczolay Miklóst, I. Ferdinándot, Szeptnecki Bálintot[25] és Györgyöt, valamint Füssi Tamást, Jánost és Ferencet.[26]
- 1569 A nyitrai káptalan előtt Paczolay Miklós özvegye, Apollónia a gyermekei gyámjául, védőjéül nevezi meg férjét, Tosztjánszky Tamást
- 1648 Esztergomi káptalan;[27] birtok átruházása; Paczolay Zsigmond r1:Anna ennek ö:Vizkelethy János r2:Magdolna ennek f: Nagyváthy Ferenc,[28] Hidvéghy Mihály[29]

A kiegyezés időszakában a család legismertebb tagja Paczolay János Hont megyei országgyűlési képviselő. Ő indítványozta a magyar nyelv egységes használatát a bíróságokon.

## Címer
A család címere a pajzs kék udvarában zöld téren ágaskodó őz, nyakán nyíllal átlőve. A pajzs fölötti sisak koronájából oroszlán ágaskodik ki, első jobb lábával kivont kardot tartva. Foszladék jobbról arany-kék, balról ezüst-vörös. Címeres nemeslevelüket a 16–17. századra keltezik.

## Kiemelkedő személyek
- 1424 Paczolay Jakab és János Garai Miklós nádor emberei[32]
- 1438 Paczolay András nyitrai kanonok
- 1478 Paczolay György és István[33] királyi ember
- 1492 Paczolay Benedek királyi ember
- 1555 Paczolay Miklós Nyitra vármegyei szolgabíró
- 1558 Paczolay Miklós királyi ember
- 1588 Szentbenedeki Paczolay Kristóf Báthori Zsigmond erdélyi vajda embere
- 1613 Szentbenedeki Paczolay István, Bethlen Gábor pohárnoka
- 1617 Paczolay Kristóf gyulafehérvári fejedelmi udvarbíró
- 1659 Paczolay Gergely Nyitra vármegyei szolgabíró
- 1670 Paczolay György Nyitra vármegyei szolgabíró
- 1684 Paczolay Mihály a Buda felmentésére Garamszentbenedekről küldött csapat tagja[34]
- 1711 Paczolay István „Rákóczi tántoríthatatlan híve”
- 1790 Paczolay Sándor iskolamester, lelkész
- 1797 Paczolay Jakab Francia háború[35] számvivőtiszt
- 1848 Paczolay Nárcisz hadnagy a magyar honvédseregben
- 1848 Paczolay Rázmás (Erazmus) százados a magyar honvédseregben
- 1848 Paczolay Imre főhadnagy a magyar honvédseregben
- 1848 Paczolay Antal hadnagy a magyar honvédseregben
- 1848 Paczolay György százados a magyar honvédseregben[36]
- 1848 Paczolay László főügyész
- 1861 Paczolay György Tolna vármegyei szolgabíró
- 1870 Paczolay Kálmán az igazságügyminiszter erdélyi telekkönyvi helyszíneléshez kinevezett biztosa
- 1870 Paczolay László Esztergomi érseki uradalmi ügyvéd
- 1871 Paczolay Elek a Nagyszombati Királyi Törvényszék elnöke
- 1875 Paczolay Gábor hadnagy a Császári és Királyi Hadseregben
- 1880 Paczolay László királyi táblai bíró a Pesti Királyi Ítélőtáblán
- 1884 Paczolay János ügyvéd, országgyűlési képviselő, az esztergomi főkáptalan főügyésze - a monarchiabeli közösügyek tárgyalására kiküldött magyar országos bizottság tagja]]
- 1884 Paczolay Jenő százados a Császári és Királyi Hadseregben
- 1887 Paczolay Péter református teológus
- 1894 Paczolay Gábor ügyvéd - a balassagyarmati és ipolysági törvényszékek területeire
- 1894 Paczolay Gusztáv ügyvéd - a balassagyarmati és ipolysági törvényszékek területeire
- 1895 Paczolay Katalin a Csillagkeresztes Rend kitüntetettje
- 1897 Paczolay Gyula árvaszéki elnök Hont vármegyében
- 1906 Paczolay István hittantanár, református teológus
- 1912 Paczolay Győző Kiskunhalasi Felsővárosi Általános Iskola alapító igazgatója[37]
- 1913 Paczolay Zoltán tiszti főügyész Nógrád vármegyében, kormányfőtanácsos, a Ferencz József-rend Lovagkereszt kitüntetettje
- 1913 Paczolay Lajos főhadnagy - Császári és Királyi Hadsereg - 1930 Oestende Katonatiszti Európa - kardcsapat bajnokság 6. helyezés
- 1918 Paczolay Jenő ezredes magyar királyi szegedi 5. honvéd gyalogezred - Osztrák Császári Vaskorona-rend hadidíszítménnyel III. osztály, Ferencz József-rend tisztikereszt, Hadidíszítményes Katonai Érdemkereszt III. osztályának kitüntetettje
- 1918 id. Paczolay István vasúti tiszt - Magyar Királyi Államvasutak, Szabadka, Polgári Hadi Érdemkereszt III. osztályának kitüntetettje
- 1918 Paczolay Károly Nógrád vármegye, Balassagyarmati Királyi Törvényszék
- 1930 Paczolay Imre karnagy, zeneszerző
- 1937 Paczolay Sándor orvos - Kecskemét - Felsőoktatási Tanulmányi Érdemérem - kitüntetettje
- 1950 Paczolay Benő - „Duna gyöngye” halászlé
- 1955 Paczolay Károly az 1953-as, Belgiumban rendezett, U18-as labdarúgó-Európa-bajnokságon győztes csapat edzője[38]
- 1980 Paczolay Gyula[39] nemzetközi tornabíró - olimpiai bíró: Szöul 1988, Atlanta 1996 - Pro Urbe díj kitüntetettje
- 1960 Paczolay Gyula[40] vegyészmérnök, műszaki tudományok kandidátusa, közmondáskutató, a Mária-kereszt kitüntetettje
- 1991 Paczolay Imre az Ercsi Nagyközségért díj kitüntetettje
- 1996 Paczolay Péter magyar jogtudós, politológus, egyetemi tanár, római magyar nagykövet, a francia Becsületrend kitüntetettje
- 2000 Paczolay Béla magyar televíziós, film, reklám- és színházrendező
- 2003 Paczolay Katalin Pelléné - ProAqua emlékérem kitüntetettje
- 2005 Paczolay Dénes Akadémiai Ifjúsági Díj kitüntetettje
- 2008 Paczolay Ágnes Cegléd Város Egészségügyéért díj kitüntetettje
- 2020 Paczolay Balázs Ferences Világi Rend Országos miniszterhelyettes
- 2020 Paczolay Máté a Külgazdasági és Külügyminisztérium sajtófőnöke
- 2020 Paczolay Árpád - Életmentő Emlékérem kitüntetettje
- 2020 Paczolay Ilona[41] - orvos, költő
- 2020 Paczolay Győző Péter - Paksi Atomerőmű nívódíj kitüntetettje

## Felhasznált irodalom
- C. Tóth Norbert: A nyitrai székeskáptalan archontológiája 95. old
- Prímási Levéltár Esztergom, Protocollaria L Kollonich
- Maksay Ferenc: Magyarország birtokviszonyai a 16. század közepén I. kötet – Nyitra 1549
- A nagyszombati jezsuita gimnázium diáksága 1637
- 1659. évi CXXX. törvénycikk az ország véghelyei részére kiszolgáltatandó ingyenes munkákat szabályozzák
- Az erdélyi káptalani jegyzőkönyvek – 1584. január 29. – 1584. február 10.
- Jerney-gyűjtemény 1535-1794
- Steven Tötösy de Zepetnek – Magyar történelmi nemesség családneveinek listája
- Régi magyar családnevek névvégmutató szótára – XIV−XVII. század
- Bona Gábor: Az 1848/49-es szabadságharc tisztikara
- A Budapesti Református Theologiai Akadémia története 1855-1955
- Gaál Zsuzsanna: A passzív ellenállás másfél évtizede Tolna megyében
- Tolna Megye 1848-1849-ben – Forrásgyűjtemény (Szekszárd, 1998)
- Borovszky Samu: Magyarország vármegyéi és városa – 1. A vármegye helyzete a török hódoltság es vallási harcok korában (1526 – 1711)
- Borovszky – Magyarország vármegyéi és városai – Közigazgatási es közgazdasági viszonyok
- Családban marad 2010/1
- Directio methodica processus judiciari 389. old
- Jeney-Tóth Annamária „… URUNK UDVARNÉPE …” – Udvar és társadalma Báthory Gábor és Bethlen Gábor fejedelemsége idején a kolozsvári számadáskönyvek tükrében
- Az erdélyi káptalani jegyzőkönyvek – 1584. január 29. – 1584. február 10.
- Hints Miklós – Janitsek Jenő: A Maros-Küküllő köze tizenkét településének jelenkori és történeti helynevei – Magyar Névtani Dolgozatok 162.
- Turul 1911 (A Magyar Heraldikai és Genealógiai Társaság Közlönye).
- Magyar Katolikus Lexikon
- Pallas nagy lexikona
- Országgyűlési Könyvtár
- Magyarország tiszti cím- és névtára – 17. évfolyam, 1898 – Felséges császári és királyi ház és udvartartása
- Rudnay cs. lt. O. 961. O. L. Fkgy.
- MNL OL 1526-1570
- HU – MNL – OL – P 46 – 1. – 1569 – No. 2.
- HU MNL OL A 57 – 12 – 0037 / a – e
- ENGEL PÁL - Nagy Lajos ismeretlen adományreformja
- Széki gróf Teleki nemzetség marosvásárhelyi levéltárában 1711–1867
- Turul 1911 - 1
- Kempelen Béla: Magyar nemes családok 8. kötet
- Nónay Dezső: A volt m. kir. szegedi 5. honvéd gyalogezred a világháborúban (Budapest, 1931
- Maksay Ferenc: Magyarország birtokviszonyai a 16. század közepén